# Bersama abyssinica
Bersama abyssinica är en tvåhjärtbladig växtart. Bersama abyssinica ingår i släktet Bersama och familjen Melianthaceae.

## Underarter
Arten delas in i följande underarter:
- B. a. abyssinica
- B. a. engleriana
- B. a. nyassae
- B. a. paullinioides
- B. a. rosea
- B. a. gracilipes
- B. a. holstii
- B. a. kandtii
- B. a. ugandensis